# Lorenz Clasen

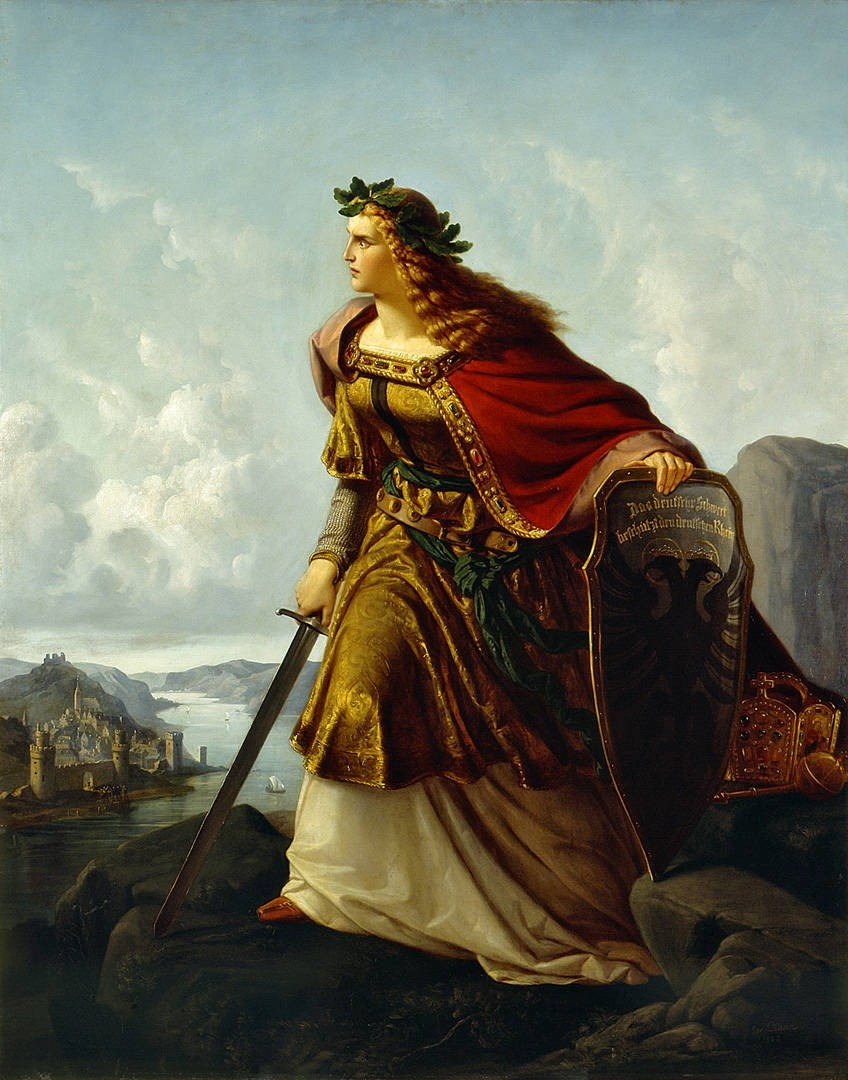
Germania a Watch on the Rhine.

Lorenz Clasen   (Düsseldorf, 14 de desembre de 1812 - Leipzig, 31 de maig de 1899) va ser un pintor i autor alemany; més conegut per la seva pintura sovint reproduïda, "Germania auf der Wacht am Rhein" (Germania a la Guàrdia del Rin), a l'ajuntament de Krefeld, que es va inspirar en la cançó popular Die Wacht am Rhein.

## Biografia
A petició del seu pare, va començar estudiant dret a la Universitat de Bonn, però va passar a la Kunstakademie Düsseldorf el 1829, on va estudiar art amb Rudolf Wiegmann. Les seves primeres obres eren majoritàriament de naturalesa religiosa.
A més de la pintura, va treballar com a crític d'art; proporcionant ressenyes per a nombroses publicacions locals i estrangeres. El 1842 es va traslladar a Neuwied, on va ser tutor del príncep Maximilià. Durant els anys següents, va produir pintures històriques i va crear frescos per a l'Ajuntament d'Elberfeld (actualment el Museu Von der Heydt).
Durant la Revolució, va exercir com a comandant adjunt de la Bürgerwehr (comitè de vigilància). Quan el seu cosí, Lorenz Cantador, va dimitir, va ser ascendit a comandant.
De 1847 a 1849, va ser redactor en cap de la  Düsseldorfer Monathefte, mensual satíric. Després, després d'una breu estada a Berlín, es va establir definitivament a Leipzig a principis de la dècada de 1850. Mentre allà, va exercir com a editor al Familien-Journal. Més tard, va produir "Germania at Watch by the Sea", però maig es va fer tan popular com l'original.

## Escrits seleccionats
- Lagerscenen, gesammelt auf dem Manöver zu Salzkotten, (Escenes de campaments, recollides sobre maniobres a Salzkotten... un assaig humorístic), 1836
- Des Kunstfreundes Reiseabenteuer (An Art-Friendly Travel Adventure), Hoffmann & Campe 1847 (Publicat amb el nom de "Lorenz Hempel") Text complet en línia @ Google Books
- Der Einzug des Teufels in Leipzig, von einem Inspirirten – ein Büchlein für Kluge und Dumme (L'entrada del diable a Leipzig... un llibre inspirador per a savis i ximples), originàriament confiscat perquè "ofenia l'església", però més tard es va tornar a publicar.
- Erlebtes und Verwebtes; aus der Schreibmappe eines Malers. (El quotidià i l'estrany: del quadern d'un pintor), Novel·les.